# Tierze
Das Tierze war vorrangig in Frankreich, Deutschland, Großbritannien und Dänemark ein Flüssigkeitsmaß. Andere Schreibweisen waren Tierze, Tierce, Tierzon und Tiercon. Es war besonders dem Wein, Weinbrand und Essig vorbehalten und für Honig war es auch geeignet.

## Frankreich
- 1 Tierze = 4507 1/5 Pariser Kubikzoll = ⅓ Muid = ⅔ Feuillette = 1 ⅓ Quartant = 12 Setiers = 96 Pintes = 89 ⅓ Liter[1]

abweichend galt in Bordeaux
- 1 Tierze = 21 ⅓ Veltes/Viertel= 73 ½ Pott = 7664 ¾ Pariser Kubikzoll = 151,9 Litre
- 1 Barrique/Oxhoft = 1 ½  Tierze
- 1 Tonneau = 6 Tierze (Wein oder Honig)

## Dänemark
- 1 Tierze = 4 Anker = 155 Pott = 620 Päle[2]
- 1 Tierze = 7548 ½ Pariser Kubikzoll = 149 3/5 Liter[1]
- 1 Tierze = 1 Oxhoft
- 3 Tierze = 1 Pipe
- 6 Tierze = 1 Faß

## Deutschland
- Hamburg 1 Faß = 6 Terzie
- Bremen 1 Tierze = 144,97 Liter
- Bremen 1 Oxhoft = 1 ½ Tierze/Ahm = 6 Anker = 30 Viertel = 67 ½ Stübchen[3]
- Bremen 1 Stübchen = 3,22147 Liter
- Lübeck 1 Faß = 4 Oxhoft = 6 Tierzen
- Lübeck 1 Oxhoft = 6 Anker = ca. 62–64 Stübchen[4]

## Großbritannien
Abweichend von den vorstehenden Gebieten wurde das Tierce in Großbritannien auch für die Mengenangabe eingesalzenen Fleisches auf Schiffen verwandt.
- 1 Tierce Salzfleisch (Schwein) = 260 Pfund (später etwa ab Anfang des 19. Jahrhunderts: 300 Pfund)[5]
- 1 Tierce Salzfleisch (Rind) = 280 Pfund (später etwa ab Anfang des 19. Jahrhunderts: 336 Pfund)[5]

Tierce war auch ein Weinmaß in England.
- 1 Tierce = 9616 7/89 Pariser Kubikzoll = 180 4/7 Liter
- 1 ½ Tierce = 1 Hogshead
- 2 Tierce = 1 Punchion
- 1 Tierce (Portwein) = ⅓ Pipe = 42 Gallonen[5]

- 3 Tierce = 1 Pipe
- 6 Tierce = 1 Tun
- 1 Tierce = 1 ⅓ Barrel
- 1 Tierce = 2 ⅓ Kilderkins = 42 Gallöns = 84 Pottles = 168 Quarts = 336 Pints

## Sonstige
- Amsterdam 1 Tierze=120 Mingeln[6]
- Riga 1 Tierze = 120 Stof[1]
- Warschau 1 Tierze = 40 Garniec[1]